# SS Ayrfield

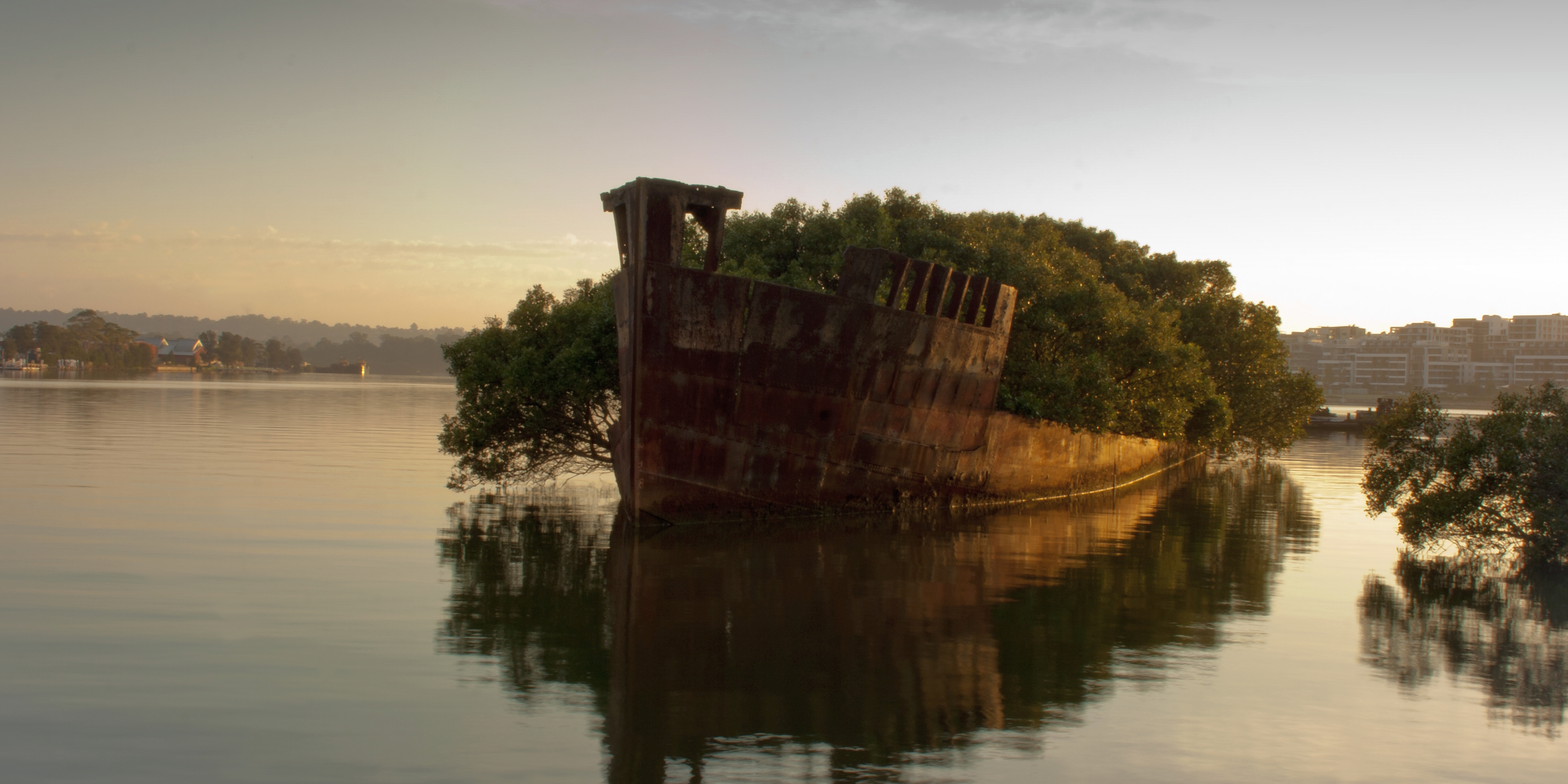

«SS Ayrfield» — списаний корабель, як також називають «Плавучий ліс» («The Floating Forest»). Він пришвартований в гирлі річки Парраматта, що впадає в затоку Хоумбуш на північному заході міста Сідней на сході Австралії. Іржавий корпус судна обвитий густими заростями мангрів, які виросли в каютах і на палубах. Довжина корабля, схожого на плаваючий ліс, становить 80 м.
Масивний 1140-тонний «SS Ayrfield» був спущений на воду в 1911 році у Великій Британії, а через рік — зареєстрований в Сіднеї як судно для перевезення військових припасів, чим і займався для потреб американської армії за часів Тихоокеанської кампанії Другої світової війни. Корабель був списаний в 1972 році — і з тих пір прикрашає гирло річки Парраматта.
Повиті мангровими заростями частини корпусу нагадують пейзажі острова, загубленого серед міських джунглів. Побачити «SS Ayrfield» можна тільки із суші; забратися на корму не можливо через прогниле перекриття і проіржавілі деталі судна.